# Montechoro
Montechoro är en tätort i Albufeira kommun i Farodistriktet i regionen Algarve i södra Portugal. Montechoro är en turistort, med flera hotell, och ett rikt nattliv.